# Nola quintessa
Nola quintessa är en fjärilsart som beskrevs av Dyar 1914. Nola quintessa ingår i släktet Nola och familjen trågspinnare. Inga underarter finns listade i Catalogue of Life.